# جامعة بابلو دي أولابيدي
جامعة بابلو دي أولابيدي (بالإسبانية: Universidad Pablo de Olavide)‏ هي جامعة حكومية تقع في إشبيلية، بمنطقة أندلوسيا في إسبانيا. يرجع أصل التسمية إلى شخصية دون بابلو في القرن الثامن عشر، والتي تم تعريفها من قبل المؤسسة الأندلسية بأنه نموذج الرجل التنويري والإصلاحي، والذي يجسد الروح ذات النفحات المستقبلية التي تتولى مسئولية قيادة الجامعة.
هي واحدة من جامعتين حكوميتين في إشبيلية، والأخرى هي جامعة إشبيلية. هي واحدة من الجامعات الحكومية الحديثة التي أُسِّسَت عام 1997، وتعد بأكثر من 11.000 طالبًا. وتبرز بفرصها التي تمنحها للطلاب في مرحلتي بكالوريوس والدراسات العليا في مجالات التكنولوجيا الحيوية والعلوم البيئية والإنسانيات، العلاقات المهنية والعمل الاجتماعي والأنشطة الرياضية والترجمة.